# Telacanthomysis columbiae
Telacanthomysis columbiae är en kräftdjursart som först beskrevs av W. M. Tattersall 1933.  Telacanthomysis columbiae ingår i släktet Telacanthomysis och familjen Mysidae. Inga underarter finns listade i Catalogue of Life.